# لا تقولي وداعا للأمس (فلم)
لا تقولي وداعا للأمس فيلم سينمائي سوري من إنتاج العام 1977.

## قصة الفيلم
(حنان) طالبة جامعية، تتعرف علي المهندس (سمير) وعلي المخرج السينمائي (كمال)، تعاني أسرتها من متاعب مالية، تتزوج من (سمير) الذي يقدم على الانتحار بعد شهر العسل بسبب عجزه كزوج نتيجة إصابته في حادث سير يفقده قدرتة الجنسية، يدفعها (كمال) للعمل في السينما، الذي يتقرب منها وتبتعد عنه، إلا أن العلاقة بينهما تجتاز ظروفا صعبة.

## فريق العمل
سيناريو: محمد شاهين
إخراج: محمد شاهين
إنتاج وتوزيع: شركة الغانم للسينما
مدير التصوير: جورج لطفي الخوري
مدير الإنتاج: البير جلال
مونتاج: زهير الداية
صوت: اميل سعادة
مكياج: صبحي المصري
طبع وتحميض: المؤسسة العامة للسينما دمشق سوريا

## بطولة
- إغراء (حنان)
- عمر خورشيد (كمال)
- نيللي
- هالة حسني (ام حنان)
- غادة بشور
- أسامة خلقي (سمير)
- نبيلة كرم